# Walkerburn
Walkerburn (en gaélique écossais : Allt an Fhùcadair) est un village situé dans le Scottish Borders, traversé par la A72. Le village est situé à treize kilomètres de Peebles et à seize kilomètres de Galashiels.
Walkerburn a été fondé en 1854 et compte aujourd'hui une population d'environ 660 habitants.